# Robert Stuart (1er duc d'Albany)
Pour les articles homonymes, voir Robert Stuart et Stuart.
Robert Stuart (vers 1340 – 3 septembre 1420), duc d’Albany, membre de la famille royale d’Écosse, a été régent (à la fin, partiellement) de trois monarques écossais différents.
Robert Stuart comte de Fife (1361 ; abandonné en 1372), hérite des titres de comte de Menteith de jure uxoris (28 février 1361), de comte de Buchan (1394 ; abandonné en 1406) et de comte d'Atholl (1403, pour la durée de la vie de Robert III uniquement). En 1398 il reçoit en outre le titre de Duc d'Albany créé en sa faveur.

## Biographie

Armes de Robert Stuart

Robert Stuart réputé à sa naissance fils illégitime du futur roi Robert II d'Écosse et d’Élisabeth Muir de Rowallan, est légitimé en 1349 après le mariage de ses parents. Le vieux roi Robert Stuart a de nombreux enfants, l’aîné, Jean Stuart, qui monte sur le trône écossais plus tard sous le nom de Robert III, devient comte de Carrick en 1368.
En 1361, Robert Stuart se marie avec Margaret Graham, comtesse de Menteith, avec laquelle il a plusieurs filles et un fils, Murdoch Stuart, plus tard duc d’Albany. Par la suite, Robert a épousé Muriella de Keith, avec laquelle il a eu deux fils, l’aîné étant John Stuart, 2e comte de Buchan.
Sous le règne de leur père sénile, roi sous le nom de Robert II (1371 - 1390), le futur duc d’Albany et Lord Carrick gouvernent comme régents, Albany étant grand chambellan d’Écosse. Durant cette période, il dirige également plusieurs expéditions militaires et raids contre le royaume d'Angleterre. Cependant, en 1389, Carrick est victime d’un accident qui le laisse handicapé.
Après l’accession au trône de Carrick sous le nom de Robert III (1390), sa « maladie du corps » place le royaume, en 1399, sous le contrôle de son fils et héritier présomptif, David Stuart, duc de Rothesay (il obtient le premier titre de duc créé dans la Pairie d'Écosse). Cependant, les Anglais envahissent bientôt l'Écosse, et la situation se dégrade, créant des conflits entre Albany et Rothesay, et, en 1402, ce dernier meurt dans des circonstances mystérieuses à Falkland Palace. Après la mort de son frère Robert III en 1406, Albany devient régent de son jeune neveu Jacques Ier d'Écosse.
Le duc d’Albany meurt au château de Stirling et est inhumé à l’abbaye de Dunfermline dans le comté de Fife.

## Familles et descendances
En 1361, Robert Stuart fut le quatrième époux de Margaret Graham, comtesse de Menteith, avec laquelle il eut :
- Murdoch (1362-1425), 2e duc d'Albany
- Isabelle Stuart, épousa Alexandre Leslie, comte de Ross, puis Walter Halyburton de Dirleton
- Margaret, épousa sir John Swinton
- Marjorie, épousa sir Duncan Campbell de Lochow
- Élisabeth, épousa sir Malcolm Fleming de Cumbernauld
- Jeanne, épousa Robert Stewart, Lord de Lorn
- Beatrice, épousa James Douglas, 7e comte de Douglas
- Une fille non nommée, épousa sir George Abernethy de Salton

En secondes noces, il épousa Harriette Keith († 1449), fille de sir William Keith, le 4 mai 1380. Ils eurent :
- John (v. 1381-1424), 2e comte de Buchan, connétable de France, grand chambellan d'Écosse en 1420
- Andrew († avant 1413)
- Robert († 1424), tué à la bataille de Verneuil
- Élisabeth, épousa Malcolm Fleming de Biggar

## Sources
- John L. Roberts Lost Kingdom. Celtic Scotland and the Middle Ages Edinburgh University Press 1997  (ISBN 0748609105) p. 61,159-161,190,194,197-198.